# Morton Doran
Morton Lawrence Doran, auch Mort Doran (* 5. Juli 1940 in Toronto), ist ein emeritierter kanadischer Arzt, der an dem Tourette-Syndrom leidet. Trotz dieser schweren Behinderung, die mit starken Muskelzuckungen einhergeht, war Doran lange erfolgreich als Chirurg tätig. Er wurde weltweit bekannt, weil der Neurologe und Autor Oliver Sacks diesen ungewöhnlichen Fall in einem Buch beschrieben hat. In späteren Jahren war Doran auch als Professor für Anatomie an der Universität in Calgary tätig.

## Leben
Morton Doran wurde am 5. Juli 1940 in Toronto geboren. Über seine leiblichen Eltern ist nichts bekannt; er wurde als Kleinkind von einem kinderlosen Ehepaar adoptiert. Seine Adoptiveltern waren der Kaufmann Joseph Doran und dessen Ehefrau Bertha, geb. Lipson, jüdische Einwanderer aus England bzw. Russland. Doran wuchs in Toronto auf und entwickelte ab dem siebten Lebensjahr ruckhafte Zwangsbewegungen. Trotzdem fasste er schon früh den Entschluss, Medizin zu studieren und Chirurg zu werden. Das Studium war für ihn vor allem wegen seiner Behinderung schwierig, aber er schaffte schließlich das Examen und schloss sein Studium an der University of Toronto im Jahr 1964 ab. Seine Assistentenzeit verbrachte er im Norden Kanadas bei den Eskimos und wurde so zu einem Spezialisten für Polarmedizin. 
Doran heiratete mit 28 Jahren  und wurde Vater von zwei gesunden Söhnen. Er arbeitete 12 Jahre als praktischer Arzt, bevor er in der Provinzstadt Cranbrook in British Columbia Chirurg wurde. Anfangs hatte er große Probleme, weil seine Kollegen es für unmöglich hielten, dass er mit seinen zuckenden Gliedmaßen operieren konnte. Doran bewies ihnen aber, dass er seine Zwangsbewegungen während der Operationen völlig unter Kontrolle hatte. 
Unter welcher Krankheit er litt, wurde Doran erst mit 37 Jahren klar, als er im Radio zufällig einen Bericht über das Tourette-Syndrom hörte. Doran las alles, was er darüber finden konnte und trat der kanadischen Tourette-Syndrom-Stiftung bei. Dort hielt er viele Vorträge und schrieb 1998 ein Buch mit dem Titel Understanding Tourette-Syndrome. Ihm zu Ehren wurde der Mort Doran Forschungsfonds gegründet.
Einige Jahre später wurde Doran als Professor für Anatomie an die Universität Calgary berufen. Trotz seiner sehr auffälligen Verhaltensweisen war Doran bei den Studierenden sehr beliebt und gewann viele Auszeichnungen für seine hervorragende Lehre. Da Doran seinen Wohnsitz in Cranbrook beibehalten wollte, erwarb er trotz seiner Behinderung den Pilotenschein und flog wöchentlich nach Calgary, um seine Vorlesungen zu halten. Auf einer wissenschaftlichen Tagung begegnete Doran dem Neurologie-Professor Oliver Sacks, der über ihn ausführliche Abhandlungen schrieb. Doran wurde dadurch weit über Kanada hinaus bekannt.
2015 wurde Doran für seine vielfältigen Verdienste um die Erforschung des Tourette-Syndroms und für seine großen Leistungen als Hochschullehrer zum Mitglied des Order of Canada ernannt.

## Auszeichnungen und Ehrungen (Auswahl)
- Clinical Adjunct Award (2001)
- Gold Star Award (2001, 2002, 2003, 2004, 2006, 2007)
- Students’ Union Teaching Excellence Award (2003, 2004, 2006, 2007, 2010)
- CSMA Letter of Excellence in Teaching (2005, 2010)
- Order of Canada (2015)
- Ehrenmitglied des Mathison Centre for Mental Health Research and Education[7]

## Schriften (Auswahl)
- Understanding Tourette Syndrome. Tourette Foundation of Canada, 1998, ISBN 978-1-89681301-1 (englisch).
- Tourette's Syndrome doesn’t keep BC Surgeon out of operating room. In: Canadian. Medical Association Journal. 145/3, 1991, S. 247 (englisch).